# イディオスペルムム属
イディオスペルムム属（イディオスペルムムぞく、学名: Idiospermum）は、クスノキ目ロウバイ科に分類される常緑高木の1属である（図1）。ただ1種、イディオスペルムム・アウストラリエンセ（Idiospermum australiense）のみを含む。独立の科（イディオスペルムム科）とされていたこともあるが、APG分類体系などではロウバイ科に分類される。オーストラリア北東部のごく限られた地域の熱帯雨林に生育する。葉は対生し、花は多数の花被片と雄しべがらせん状に配置しており、開花時にはクリーム色だが、次第に赤紫色になる。ほとんどの部分が塊状の3–4個の子葉から構成される極めて特異な種子（Idiospermum の名の由来）を形成する。本種は原記載以来60年ほど見つかっていなかったが、有毒の種子を食べたウシが中毒死したことから再発見された。

## 特徴
常緑高木であり、高さ20–40メートル (m)、幹の胸高直径約90センチメートル (cm) に達する（図1, 2a）。精油を含み、芳香がある。フラボノールを欠く。道管は階段穿孔をもち、師管の色素体はP-type。節は1葉隙1葉跡性。芽は無毛。葉は対生または輪生し、単葉、托葉を欠き、葉柄は長さ 1.2–2.5 cm、葉身は革質、楕円形から狭卵形、8–20 × 3–10 cm、基部は漸尖形、全縁、先端は尖鋭形、無毛、葉脈は羽状で側脈は7–15対（図2b）。
花期は5–8月。花は両性花まれに雄花、放射相称、比較的大きく直径約 4–5 cm。花序は1–4花からなり、頂生または腋生する。花柄は長さ 2–3.5 cm、有毛。苞は早落性、下部のものは長楕円形で長さ2–2.5ミリメートル (mm)、上部のものは広楕円形で長さ 9–10 mm、有毛。花托は杯状で発達する。花被片は30–40枚、最初はクリーム色だがやがて赤紫色になり、離生、らせん状につき、外側のものは早落性、楕円形、12–10 × 7–8 mm、中間部のものは楕円形から倒卵形、8–10 × 3–5 mm、内側のものは長楕円形から狭倒卵形、7–8 × 2.5–3 mm、鋭形から尖鋭形、いずれも背軸面に毛がある（図3a, b）。雄しべは13–15個、葉状、長さ 2.7–3 mm、葯隔が突出する。葯は外向、縦に裂開し、花粉は単溝粒。雄しべの内側には、8–10個の仮雄しべがある。雌しべは欠失（雄花）または1–3個（両性花）、子房は倒卵形で扁平、長さ 1.5–2 mm、花柱を欠く。各心皮に胚珠は1(–2)個、基底胎座、倒生胚珠、外珠皮は12–15細胞層。果実は閉果で大きく、ふつう種子を1個のみ含み、亜球形、5–6 × 6–7 cm、果皮・種皮は薄く、すぐに消失する。無胚乳種子であり、大部分が3–4個の塊状の大きな子葉で構成されている（図3c）。種子にはアルカロイドが含まれ、有毒である。染色体数は 2n = 22。

## 分布・生態
オーストラリア、クイーンズランド州北東部の熱帯雨林に生育する。距離的に離れた3つの集団が認識されており、Mount Bellenden Ker付近、Mount Bartle Frere付近、およびそれらより約150キロメートル北にあるDaintree Lowland Rainforestに存在する。
両性花は雌性先熟（開花3日目以降が雄性期）であり、4日目までは強い匂いを発する。花粉や花の組織を報酬としてアザミウマ、甲虫、双翅類が訪花し、特にアザミウマや甲虫が重要な送紛者となっていると考えられている。
種子は大きく、有毒であるため、当地の一般的な種子散布者であるヒクイドリに被食されることはない。しかし、ニオイネズミカンガルーによって散布される可能性が示されている。また、古くは絶滅有袋類であるディプロトドンによって散布されていたとも考えられている。

## 系統と分類
本種は19世紀後半に知られるようになり、1902年にドイツの植物学者ルートヴィヒ・ディールスによって採集され、1912年に不完全な標本に基づいてクロバナロウバイ属の1種（Calycanthus australiensis）として記載された（表1）。その後、長らく見つかっていなかったが、1971年にクイーンズランド州デインツリー (Daintree) で種子を食べたウシが中毒死したことから再発見された。詳細な研究の結果、1972年に、本種は新属イディオスペルムム属（Idiospermum）に移された（表1）。属名の Idiospermum は、ギリシア語の idios（特異な）とsperma（種子）に由来する。
表1. イディオスペルムム属の分類の一例
- イディオスペルマム亜科[9] Idiospermoideae Thorne (1974)[10]
  - イディオスペルムム属[5] Idiospermum S.T.Blake (1972)[8]
    - イディオスペルムム・アウストラリエンセ[5] Idiospermum australiense (Diels) S.T.Blake (1972)[11]
シノニム: Calycanthus australiensis Diels (1912)

また、イディオスペルムム属に対して新科イディオスペルムム科（イディオスペルマ科、Idiospermaceae）も提唱され、その後はこの分類が用いられることが多かった。しかし、20世紀末から21世紀初頭の形態形質および分子形質の検討から、本属をロウバイ科に分類することが支持されている。ただし、ロウバイ科の中では最初期分岐群であり、また他の種とは相違点も多いため、独立の亜科（イディオスペルマム亜科 Idiospermoideae）として他のロウバイ科植物と分けられることが多い（表1）。